# 京王書籍販売
京王書籍販売株式会社（けいおうしょせきはんばい）は、「啓文堂書店（けいぶんどうしょてん）」の屋号で書店チェーンを展開する紀伊國屋書店グループの企業。かつては京王電鉄の完全子会社として京王グループに属した。本社を東京都多摩市に置く。
京王電鉄沿線を中心に、東京都・神奈川県内で「啓文堂書店」を展開する。京王電鉄の駅改札外店舗、駅ナカ商業施設の京王クラウン街・フレンテ・京王リトナードや京王の駅ビル・ショッピングセンターに出店する店舗が多い。一部の店舗は京王沿線外にも出店している。

## 沿革
詳細は公式サイト「会社概要・沿革」を参照。
- 1975年（昭和50年）
  - 8月8日 - 同社ではこの日を設立日としている[広報 1]。
  - 8月 - 京王エステート（現：京王不動産）書店営業部として事業開始[広報 3]。啓文堂書店の1号店として府中店を東京都府中市に開店[広報 3]。
- 1988年（昭和63年）11月 - 京王帝都電鉄（現：京王電鉄）の完全子会社として京王書籍販売株式会社を設立[広報 3]。
- 1989年（昭和64年/平成元年）
  - 1月 - 京王エステートから分離・独立[広報 3]。
  - 7月 - 本社を東京都新宿区から多摩市関戸へ移転[広報 3]。

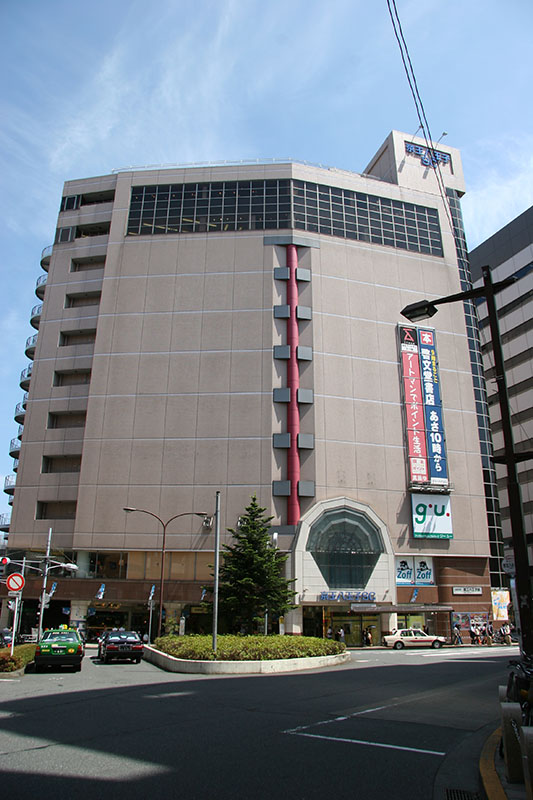
京王八王子ショッピングセンター（2007年当時）

- 2008年（平成20年）7月22日 - 京王八王子ショッピングセンター9階に入居する京王八王子店内で八王子通り魔事件が発生。事件当日と翌日は京王八王子ショッピングセンター全館で営業休止した。翌々日より京王八王子ショッピングセンターは営業再開したが、啓文堂書店京王八王子店では閉店時間を1時間繰り上げて営業時間を短縮した。また8月上旬まで被害者を偲ぶ献花台がショッピングセンター1階の路面に設置された。啓文堂書店京王八王子店は同年中にリニューアル工事を行い、事件発生時とは本棚の配置などのレイアウトを変更した。[要出典]
- 2015年（平成27年） - 同年6月11日に太田出版から発売された書籍『絶歌』について、被害者遺族の心情に配慮し、発売前の時点で一切取り扱わないことを決定[3]。書籍の内容を確認した上で、全38店舗（当時）で販売しないことに決め、店頭での取り寄せやネット予約も受け付けないとした[3][4]。この決定が報道されると反響を呼び、同年6月18日までにメールや電話が100件以上寄せられたが、その多くが販売自粛に賛同する内容であった[4]。
- 2016年（平成28年）1月24日 - 京王八王子店が同日をもって閉店[広報 4]。
- 2018年（平成30年）3月28日、京王府中ショッピングセンターが「ぷらりと京王府中」へリニューアルするのに伴い、府中駅改札前店が先行して2階に新規オープン[広報 5]。同年3月30日には、1号店である府中店が2階（旧：東モール）から「ぷらりと京王府中」1階へ移転の上「府中本店」としてリニューアルオープンした[広報 6][広報 7]（府中改札前店は2021年4月11日をもって閉店[5]）。
- 2025年（令和7年）
  - 4月21日 - 京王電鉄が紀伊國屋書店に京王書籍販売の全株式を譲渡する株式譲渡契約を締結。6月30日付で紀伊國屋書店の子会社となる。商号および屋号は順次変更予定[6]。
  - 6月30日 - 京王電鉄が紀伊國屋書店に京王書籍販売の全株式を譲渡し、紀伊國屋書店の完全子会社となる[2]。

## 店舗

### 23区内
- 神田駅前店（東京都千代田区鍛冶町2丁目6-1 堀内ビルディング1階[広報 8]、2008年（平成20年）7月開店[広報 3]）
  - 神田駅前（東口）、中山道沿い。2014年1月閉店。[要出典]

跡地にはドトールコーヒーショップ神田中央通り店[広報 9][7]が出店。

- 九段下店（東京都千代田区、2004年（平成16年）4月開店[広報 3]）
  - 九段下駅前、靖国通り沿い。千代田区九段北1丁目2-3 フナトビル1階[8]。2014年4月閉店[要出典]。

跡地にはAOKI九段下駅前店（閉店）が出店。
- 平山城址公園店（東京都日野市） - 所在地・閉店時期不明。[要出典]

- 代田橋店（東京都世田谷区大原2丁目18-9[広報 10]、1992年（平成4年）10月開店[広報 3]）
  - 代田橋駅前。2015年3月20日閉店[9]。

- 京王百貨店書籍売場（東京都新宿区、1991年（平成3年）4月開店[広報 3]）
  - 京王百貨店新宿店7階[広報 11]。2015年9月30日閉店[10][広報 12]。

跡地には同店で文房具を扱っていた丸善が、書店として売場を拡張する形でオープン。[独自研究?]

- 新宿店（東京都新宿区西新宿1-19[広報 13]、1982年（昭和57年）2月開店[広報 3]）
  - 新宿駅西口地下、京王モールアネックス[広報 13]。2017年3月31日閉店[11][広報 14]。

2010年10月25日にリニューアルオープンした京王モールアネックス（旧：フレンテ新宿）の閉店第1号店舗となった。[独自研究?]

- 幡ヶ谷店（東京都渋谷区幡ヶ谷1丁目34-14 宝ビル1階[広報 15]、1994年（平成6年）6月開店[広報 3]）
  - 幡ヶ谷駅前。2015年11月30日閉店[12][広報 16]。

- 笹塚店（東京都渋谷区笹塚1-56-18[広報 17]、2003年（平成15年）4月開店[広報 3]）
  - 笹塚駅、京王クラウン街笹塚WEST[広報 17]。駅ビル建替工事により一時休業していたが、京王クラウン街笹塚のリニューアルに伴い、2011年10月17日に京王クラウン街笹塚WESTへ移転[広報 17][広報 18]。2021年2月22日閉店[13]。

### 府中市
- （初代）府中店（東京都府中市宮町9065-1[14]、1975年（昭和50年）8月開店[15] - 1991年（平成3年）閉店[16]）

店舗面積約630m2
府中駅北口に出店していた。
店舗跡には駅ビルが建設され、1996年（平成8年）3月20日に京王府中ショッピングセンターが開業した。
- 武蔵野台店（東京都府中市白糸台4-18-4[広報 19]）
  - 武蔵野台駅橋上駅改札前2011年3月31日開店[広報 19]、2018年9月17日に閉店[17][広報 20]。

店舗跡には同時期に閉店した駅ナカコンビニ「K-Shop」武蔵野台店のスペースと合わせ、地産地消をテーマにした複合店舗「武蔵野台商店」が2019年2月に開店したが、2020年4月8日から臨時休業に入り、そのまま閉店した。[独自研究?]

- 東府中店（東京都府中市清水が丘1丁目8-3[広報 21]、1997年（平成9年）9月開店[広報 3]）
  - 東府中駅、京王リトナード東府中2階[広報 21]。2019年3月18日閉店[広報 22][広報 23]。

- （2代目）府中店（東京都府中市府中町1-3-6[広報 24]、1996年（平成8年）3月20日開店[16]）
店舗面積約849m2[16]
府中駅、京王府中ショッピングセンターの開業時に東モール2階に開店した[16]。ぷらりと京王府中東モール2階[広報 24]。2021年4月11日閉店[5]。
（3代目） 府中本店（ぷらりと京王府中西館1階）は営業継続[広報 25]。

- 中河原店（東京都府中市住吉町2-1-16[広報 26]、1976年（昭和51年）8月開店[広報 3]）
  - 中河原駅構内[広報 26]（改札外）。[要出典]2022年2月13日閉店[18]。

跡地には同年7月25日にミネドラッグ中河原駅前店が出店[広報 27]。

### 八王子市
- 高尾2号店（東京都八王子市、1985年（昭和60年）12月開店[広報 3]）
  - 京王高尾線高尾駅改札内[広報 28]。2014年6月30日閉店[広報 29]。

高尾店（高尾駅南口、京王高尾ビル2階）は営業継続中[広報 25]。

- 京王八王子店（東京都八王子市）
  - 京王八王子ショッピングセンター9階[19]。1994年（平成6年）9月15日開店[20] - 2016年1月24日閉店[21][広報 4]。

店舗面積約390m2[19]
跡地には文教堂・アニメガ、ゲオが出店。[独自研究?]

- めじろ台店（東京都八王子市めじろ台2丁目1-1[広報 30]、1990年（平成2年）9月開店[広報 3]）
  - めじろ台駅バスロータリー前。2015年8月24日閉店[22][23]。

- 南大沢店（東京都八王子市南大沢2-1-6[広報 31]、2007年（平成19年）7月開店[広報 3]）
  - 南大沢駅、フレンテ南大沢3階[広報 31]。2007年7月31日のフレンテ南大沢（旧館）開業と同時に開店[広報 32]、2021年2月15日閉店[24]。

武蔵小金井店とは異なり京王バスの定期券・回数券の販売は行わず、同じフレンテ南大沢旧館2階にあった京王観光南大沢店（2018年9月16日閉店[広報 33]）が取り扱っていたが、同店閉店に伴い取り扱いを終了した[広報 33]。

### 多摩市
- 永山店（東京都多摩市永山1-18-1[広報 34]）
  - 永山駅前、京王クラウン街[広報 34]1階。2018年7月15日閉店[25][広報 35]。

跡地にはザ・ダイソー京王リトナード永山店[広報 36]が出店。

- 聖蹟桜ヶ丘店（東京都多摩市関戸2-40-1 ニッセイ聖蹟桜ケ丘ビル1階[広報 37]、2008年（平成20年）7月開店[広報 3]）
  - 。2015年11月30日閉店[26][広報 38]。

跡地にはドトールコーヒーショップ聖蹟桜ヶ丘東口店が出店（せいせきC館のドトールコーヒーショップ聖蹟桜ヶ丘店とは別の店舗）。[独自研究?]

### その他の東京都
- 稲城店（東京都稲城市東長沼3107-4[広報 39]、2006年（平成18年）7月開店[広報 3])
  - 稲城駅、京王リトナード稲城3階[広報 39]。2015年3月14日閉店[27]。

- 武蔵小金井店（東京都小金井市本町6-14-45 JR武蔵小金井南口ビル（セレオ武蔵小金井）2階[広報 40]、2009年（平成21年）9月開店[広報 3]）
  - 武蔵小金井駅南口。セレオ武蔵小金井（現・nonowa武蔵小金井 SOUTH）2階[28]。2016年1月18日閉店[29][広報 41]。

武蔵小金井店では、閉鎖した京王バス小金井案内所の代替販売拠点として、同社の金額式IC定期券「モットクパス」および紙式バス回数券の取扱業務を行っていたが、閉店に先立ち2015年9月30日をもって取扱を終了、翌日より武蔵小金井駅南口のDPEショップ「ふじかわフォトサービス」に委託されている[広報 42][広報 43]。

- 豊田店（東京都日野市多摩平1丁目1-1[広報 44]、1980年（昭和55年）10月開店[広報 3]）
  - 豊田駅北口[広報 44]、日野市多摩平1丁目1-1[広報 44] ファミーユ京王1階。[要出典]2022年2月20日閉店[30]。

### 神奈川県
- 若葉台店（神奈川県川崎市麻生区黒川562-6[広報 45]、2004年（平成16年）10月開店[広報 3]）
  - 若葉台駅、京王リトナード若葉台2階[広報 45]。2015年3月閉店[要出典]。

- 相模原店（神奈川県相模原市中央区相模原1-1-19[31]、1998年（平成10年）6月27日開店[31]）
  - 相模原駅ショッピングセンター「イッツ」4階[32]。2015年6月21日閉店[33]。

- 東海大学前店（神奈川県秦野市南矢名1-1-1[広報 46]、2008年（平成20年）5月開店[広報 3]）
  - 小田急マルシェ東海大学前2階[広報 46]。小田急電鉄の駅ナカ「小田急マルシェ」への出店。2017年9月18日閉店[34][広報 47]。

#### 広報資料・プレスリリースなど一次資料
1. 1 2 3 4 5 6 7 8  企業情報 啓文堂書店、京王書籍販売、2025年8月6日閲覧。
2. 1 2  店舗一覧 啓文堂書店、京王書籍販売、2022年10月17日閲覧。
3. 1 2 3 4 5 6 7 8 9 10 11 12 13 14 15 16 17 18 19 20 21 22 23  “会社概要”.   啓文堂書店. 2011年11月10日時点のオリジナルよりアーカイブ。2023年3月14日閲覧。
4. 1 2  “［お知らせ：京王八王子店］京王八王子店　閉店のお知らせ。”.   京王書籍販売 (2016年1月24日). 2016年1月29日閲覧。[リンク切れ]
5. ↑  “［お知らせ：府中改札前店］【府中改札前店】京王線府中駅改札前に新規オープン！”.   京王書籍販売 (2018年3月28日). 2019年8月28日閲覧。[リンク切れ]
6. ↑  “［お知らせ：府中店・府中改札前店］府中本店　駅ビル1Ｆに移転・3/30㊎リニューアルオープン！”.   京王書籍販売 (2018年3月16日). 2019年8月28日閲覧。[リンク切れ]
7. ↑  “［お知らせ：府中本店］【府中本店】3/30移転オープンいたしました！”.   京王書籍販売 (2018年3月16日). 2019年8月28日閲覧。[リンク切れ]
8. ↑  “会社概要”.   啓文堂書店. 2011年11月10日時点のオリジナルよりアーカイブ。2023年3月14日閲覧。
9. ↑  店舗検索 - ドトールコーヒーショップ 神田中央通り店 株式会社ドトールコーヒー、2022年10月17日閲覧。[出典無効]
10. ↑  “会社概要”.   啓文堂書店. 2011年11月10日時点のオリジナルよりアーカイブ。2023年3月14日閲覧。
11. ↑  “会社概要”.   啓文堂書店. 2011年11月10日時点のオリジナルよりアーカイブ。2023年3月14日閲覧。
12. ↑  “［お知らせ：京王百貨店　書籍売場］京王百貨店　書籍売場　閉店のおしらせ”.   京王書籍販売 (2015年9月30日). 2015年12月21日閲覧。[リンク切れ]
13. 1 2  “会社概要”.   啓文堂書店. 2011年11月10日時点のオリジナルよりアーカイブ。2023年3月14日閲覧。
14. ↑  “［お知らせ：新宿店］新宿店　閉店のお知らせ。”.   京王書籍販売 (2017年3月31日). 2018年3月13日閲覧。[リンク切れ]
15. ↑  “会社概要”.   啓文堂書店. 2011年11月10日時点のオリジナルよりアーカイブ。2023年3月14日閲覧。
16. ↑  “［お知らせ：幡ヶ谷店］幡ヶ谷店　閉店のお知らせ”.   京王書籍販売 (2015年11月30日). 2015年12月21日閲覧。[リンク切れ]
17. 1 2 3  “会社概要”.   啓文堂書店. 2011年11月10日時点のオリジナルよりアーカイブ。2023年3月14日閲覧。
18. ↑  “笹塚店の営業を再開します”. Twitter.   京王書籍販売 (2011年9月21日). 2022年10月17日時点のオリジナルよりアーカイブ。2022年10月17日閲覧。
19. 1 2  “会社概要”.   啓文堂書店. 2011年11月10日時点のオリジナルよりアーカイブ。2023年3月14日閲覧。
20. ↑  “［お知らせ：武蔵野台店］武蔵野台店　閉店のお知らせ”.   京王書籍販売 (2018年8月10日). 2020年6月5日閲覧。[リンク切れ]
21. 1 2  “会社概要”.   啓文堂書店. 2011年11月10日時点のオリジナルよりアーカイブ。2023年3月14日閲覧。
22. ↑  “［お知らせ：東府中店］東府中店　閉店のお知らせ”.   京王書籍販売 (2019年3月19日). 2019年8月28日閲覧。
23. ↑  “［お知らせ：東府中店］東府中店　閉店いたしました”.   京王書籍販売 (2019年3月19日). 2019年3月22日閲覧。
24. 1 2  “会社概要”.   啓文堂書店. 2011年11月10日時点のオリジナルよりアーカイブ。2023年3月14日閲覧。
25. 1 2  “啓文堂店舗一覧”.   京王書籍販売. 2023年10月11日閲覧。
26. 1 2  “会社概要”.   啓文堂書店. 2011年11月10日時点のオリジナルよりアーカイブ。2023年3月14日閲覧。
27. ↑  ミネドラッグ 中河原駅前店がオープンいたします！ ミネ医薬品、2022年7月20日、2022年10月17日閲覧。[出典無効]
28. ↑  “会社概要”.   啓文堂書店. 2011年11月10日時点のオリジナルよりアーカイブ。2023年3月14日閲覧。
29. ↑  店舗情報 啓文堂書店 公式サイト[リンク切れ]
30. ↑  “会社概要”.   啓文堂書店. 2011年11月10日時点のオリジナルよりアーカイブ。2023年3月14日閲覧。
31. 1 2  “会社概要”.   啓文堂書店. 2011年11月10日時点のオリジナルよりアーカイブ。2023年3月14日閲覧。
32. ↑  “会社概要”.   啓文堂書店. 2011年11月10日時点のオリジナルよりアーカイブ。2023年3月14日閲覧。
33. 1 2  共通定期乗車券発売窓口の閉店について（京王観光南大沢駅営業所） 神奈川中央交通、2018年10月、2022年9月15日閲覧。
34. 1 2  “会社概要”.   啓文堂書店. 2011年11月10日時点のオリジナルよりアーカイブ。2023年3月14日閲覧。
35. ↑  “［お知らせ：永山店］永山店　閉店いたしました”.   京王書籍販売 (2018年7月15日). 2018年8月5日閲覧。[リンク切れ]
36. ↑  京王リトナード永山店（小型店） 大創産業、2022年10月17日閲覧。[出典無効]
37. ↑  “会社概要”.   啓文堂書店. 2011年11月10日時点のオリジナルよりアーカイブ。2023年3月14日閲覧。
38. ↑  “［お知らせ：聖蹟桜ヶ丘店］聖蹟桜ヶ丘店　閉店のお知らせ”.   京王書籍販売 (2015年11月30日). 2015年12月21日閲覧。[リンク切れ]
39. 1 2  “会社概要”.   啓文堂書店. 2011年11月10日時点のオリジナルよりアーカイブ。2023年3月14日閲覧。
40. ↑  “会社概要”.   啓文堂書店. 2011年11月10日時点のオリジナルよりアーカイブ。2023年3月14日閲覧。
41. ↑  “［お知らせ：武蔵小金井店］武蔵小金井店　閉店のお知らせ。”.   京王書籍販売 (2016年1月18日). 2016年1月29日閲覧。[リンク切れ]
42. ↑  “［お知らせ：武蔵小金井店］武蔵小金井店　定期券取扱窓口の変更について　(ご案内)”.   京王書籍販売 (2015年9月18日). 2019年8月28日閲覧。[リンク切れ]
43. ↑  定期券・回数券取扱窓口の変更について (ご案内)  バスナビ.com 京王バス・西東京バス、2019年8月28日閲覧。
44. 1 2 3  “会社概要”.   啓文堂書店. 2011年11月10日時点のオリジナルよりアーカイブ。2023年3月14日閲覧。
45. 1 2  “会社概要”.   啓文堂書店. 2011年11月10日時点のオリジナルよりアーカイブ。2023年3月14日閲覧。
46. 1 2  “会社概要”.   啓文堂書店. 2011年11月10日時点のオリジナルよりアーカイブ。2023年3月14日閲覧。
47. ↑  “［お知らせ：東海大学前店］東海大学前店　閉店のお知らせ。”.   京王書籍販売 (2017年9月18日). 2018年3月13日閲覧。[リンク切れ]